# Johann Jedinger
Johann Jedinger (* 6. Mai 1862 in St. Georgen bei Grieskirchen, Oberösterreich; † 5. August 1933 in Schlüßlberg) war ein österreichischer Landwirt und Politiker (CS). Jedinger war 1918 und 1919 Abgeordneter zur Provisorischen Landesversammlung Oberösterreichs.
Der Bauerngutsbesitzer in Aigendorf war lange Zeit Bürgermeister von Parz bei Grieskirchen (heute zur Gemeinde Schlüßlberg gehörend) und Aufsichtsratsmitglied der oberösterreichischen Genossenschaftlichen Zentralkasse. 1918/19 wurde er für die Christlichsoziale Partei in die Provisorische Landesversammlung entsandt, nachdem zwei Delegierte zur Provisorischen Landesversammlung erkrankt waren. Nach seinem Tod wurde Jedinger am Friedhof Schönau in Bad Schallerbach bestattet.